# Mersey
Mersey je rijeka u sjeverozapadnoj Engleskoj. Izvire u području okruga Manchestera, zatim teče kroz kraj koji se zove Merseyside i potom utiče u Irsko more u Liverpoolskom zaljevu. Stoljećima je ova rijeka bila granica engleskih povijesnih pokrajina, Lancashirea i Cheshirea.

## Zemljopisne odlike
Rijeka Mersey se formira od tri glavne pritoke; rijeke Etherow, rijeke Goyt i rijeke Tame, u blizini Manchestera. 

## Rijeka Mersey u popularnoj kulturi
Rijeka je postala popularna zahvaljujući glazbi iz 1960. poznatoj kao Merseybeat. Najviše je pak na tom planu učinila skladba  Ferry Cross the Mersey sastava Gerry and the Pacemakers. 

## Pritoke
- The Birket
  - Fender
    - Prenton Brook

  - Arrowe Brook
    - Greasby Brook
      - Newton Brook
- Dibbin
  - Clatter Brook
- River Gowy
- Hornsmill Brook
- Weaver
  - ane
    - Wheelock
    - Croco
- Ram's Brook
- Bowers Brook
- Sankey Brook
- Padgate Brook
- Morris Brook
- Spittle Brook
- Thelwall Brook
- Fishington Brook
- River Bollin
  - River Dean
- Marsh Brook
- Red Brook
- Glaze Brook/River Glaze
- Irwell
  - Medlock
  - Roch
    - Beal
    - Spodden

  - Irk
  - Croal
- Old Eea Brook
- Stromford Brook
- Chorlton Brook
- Barrow Brook
- Gatley Brook
- Micker Brook
- Tin Brook
- Tame
- Goyt
  - Etherow
  - Sett
    - Kinder
    - Twigg Brook

## Vanjske poveznice
- Liverpool u slici
- Karta rijeke Mersey  Arhivirana inačica izvorne stranice od 1. veljače 2007. (Wayback Machine)